# Xinjiamu
Xinjiamu (kinesiska: 新佳木, 新佳木苏木) är en socken i Kina. Den ligger i den autonoma regionen Inre Mongoliet, i den norra delen av landet, omkring 950 kilometer nordost om regionhuvudstaden Hohhot. Antalet invånare är 11747. Befolkningen består av 5 654 kvinnor och 6 093 män. Barn under 15 år utgör 16,0 %, vuxna 15-64 år 79 %, och äldre över 65 år 4,0 %.
Genomsnittlig årsnederbörd är 545 millimeter. Den regnigaste månaden är juli, med i genomsnitt 146 mm nederbörd, och den torraste är januari, med 3 mm nederbörd.